# Ndoumbi I
Pour les articles homonymes, voir Ndoumbi (homonymie).
Ndoumbi est un village du Cameroun situé dans le département du Lom-et-Djérem et la région de l'Est. Il fait partie de la commune de Diang.

## Population
Entre 1966 et 1967, le village comptait 1 302 habitants, principalement des Maka.
Lors du recensement de 2005, on y dénombrait 1 951 personnes.

## Infrastructures

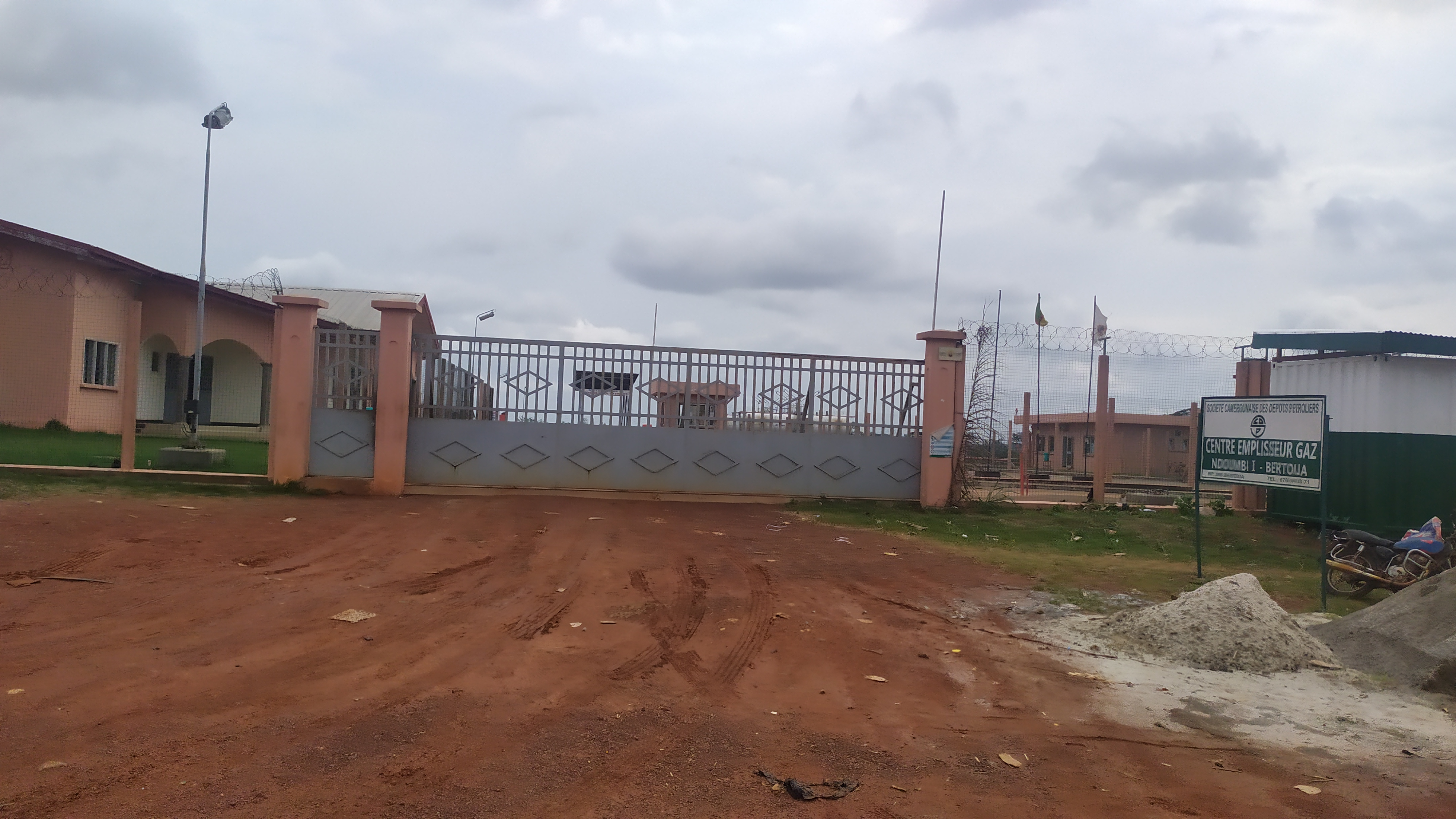
Centre remplisseur de Gaz de la SCDP à Ndoumbi I

Ndoumbi I abrite un centre emplisseur de gaz domestique de la Société camerounaise des dépôts pétroliers (SCDP). Inauguré en 2015, c'est le second centre emplisseur de gaz du pays. Il a été financé à hauteur de  5 milliards de FCFA.